# Kin (album Mogwai)
Kin (Original Motion Picture Soundtrack) – ścieżka dźwiękowa skomponowana przez szkocki zespół Mogwai do filmu Kin. Zabójcza broń. Album ze ścieżką został wydany 31 sierpnia 2018 roku jednocześnie w Wielkiej Brytanii, Europie oraz w USA i Kanadzie jako CD, LP i digital download.

## Historia albumu
W sierpniu 2017 roku serwis Film Music Reporter ogłosił, iż zespół Mogwai komponuje muzykę filmową do powstającego dreszczowca Kin. Zabójcza broń w reżyserii Jonathana i Josha Bakerów, z udziałem Jacka Reynora, Jamesa Franco, Zoë Kravitz, Carrie Coon i Dennisa Quaida.
22 czerwca 2018 roku Mogwai zapowiedział wydanie albumu Kin: Original Motion Picture Soundtrack ze ścieżką dźwiękową do filmu. Album zwiastowały dwa single: „Donuts” i „We’re Not Done (End Title)”. W oświadczeniu Stuart Braithwaite powiedział:

Byliśmy naprawdę podekscytowani, gdy poproszono nas o nagranie oryginalnej ścieżki dźwiękowej do debiutanckiego filmu Jonathana i Josha Bakerów - KIN. To było niesamowite uczucie realizować projekt, który był tak różny od wszystkiego, co robiliśmy wcześniej.

## Lista utworów
| 1. | Eli's Theme                | 3:23  |
|    |                            |       |
| 2. | Scraps                     | 2:51  |
|    |                            |       |
| 3. | Flee                       | 4:57  |
|    |                            |       |
| 4. | Funeral Pyre               | 3:19  |
|    |                            |       |
| 5. | Donuts                     | 6:24  |
|    |                            |       |
| 6. | Miscreants                 | 3:06  |
|    |                            |       |
| 7. | Guns Down                  | 6:19  |
|    |                            |       |
| 8. | Kin                        | 7:18  |
|    |                            |       |
| 9. | We're Not Done (End Title) | 4:15  |
|    |                            |       |
|    |                            | 41:52 |
|    |                            |       |
Wszystkie utwory napisał, wykonał i wyprodukował Mogwai.

## Odbiór

### Opinie krytyków
| Oceny łączne         | Oceny łączne |
| -------------------- | ------------ |
| Album of the Year    | 74/100       |
| AnyDecentMusic?      | 7.1/10       |
| Metacritic           | 74/100       |
| Recenzje             |              |
| Publikacja           | Ocena        |
| AllMusic             | [ 7 ]        |
| The A.V. Club        | B+           |
| The Arts Desk        | [ 9 ]        |
| Clash                | 7/10         |
| Drowned in Sound     | 7/10         |
| The Irish Times      | [ 12 ]       |
| laut.de              | [ 13 ]       |
| The Line of Best Fit | 8/10         |
| Loud And Quiet       | 7/10         |
| Pitchfork            | 6.9/10       |
| The Skinny           | [ 17 ]       |

Album otrzymał średnią ocenę 74 na 100 z komentarzem „ogół przychylne opinie” na podstawie 10 recenzji krytycznych w podsumowaniu Metacritic, 74 na 100 na podstawie 10 recenzji w zestawieniu Album of the Year oraz 7.1/10 na podstawie 13 recenzji w zestawieniu AnyDecentMusic?.
Według Barneya Harsenta z The Arts Desk „trudno sobie wyobrazić zespół lepiej przygotowany do prowadzenia narracji niż Mogwai, którego zdolność budowania napięcia z oszałamiającą szerokością emocjonalnego zakresu wydaje się być wbudowana w ich DNA. Podobnie jak najlepsze scenariusze, Mogwai nie opowiadają, oni pokazują i robią to z instynktownym poczuciem dramatyzmu – to jest największa siła KIN”.
Zdaniem Martina Williamsa z The Herald album jest naturalnym krokiem [zespołu] do przodu w dziedzinie muzyki filmowej, po realizacji ścieżki dźwiękowej do filmu dokumentalnego Atomic: Living in Dread and Promised, a wcześniej, ścieżki dźwiękowej do filmu Źródło, zrealizowanej we współpracy z Clintem Mansellem i Kronos Quartet. Za najlepszy utwór recenzent uważa ostatni na płycie We're Not Done (End Title), określając go jako „strzelisty hymn”, a Mogwai – jako „jeden z najbardziej pomysłowych [zespołów], jakie Szkocja wydała”.
Podobną opinię wyraża Heather Phares z AllMusic. Jej zdaniem Mogwai „to rzadki zespół, którego dorobek w dziedzinie ścieżek dźwiękowych jest tak samo istotny jak ich własne albumy. W Zidane: A 21st Century Portrait, Les Revenants i Atomic [członkowie zespołu] na nowo zdefiniowali swoją muzykę, podkreślając jednocześnie swój talent do tworzenia nastroju, który sprawił, iż od samego początku byli godni uwagi jako twórcy ścieżek. Kin jest kolejnym kamieniem milowym Mogwai: pierwszą muzyką zespołu do filmu fabularnego”.
Według Stuarta Bermana z magazynu Pitchfork „ścieżka dźwiękowa do filmów akcji szkockiej grupy nie zawiera ich typowych maksymalistycznych szczytów, ale oferuje impresjonistyczne szkice. KIN to film o futurystycznej bazooce, która potrafi wysadzać ściany budynków i błyskawicznie zamieniać ludzi w pył. Muzyka Mogwai znana jest z tego, że potrafi robić to samo”.
„Mogwai przeszli długą drogę od czasu [singla] Angels vs. Aliens z 1996 roku” – uważa Nick Roseblade z magazynu Clash i dodaje – „nie ma już [w ich muzyce] ścian wściekłych gitar i ostrych sprzężeń. W ich miejsce pojawiła się stonowana cisza i kontemplacja. To wszystko stanowi podstawę KIN i dodaje mu naprawdę ogromnego, filmowego majestatu. Jednakże, w utworze tytułowym Mogwai rozpętuje piekło i przenosi cię z powrotem do momentu, kiedy po raz pierwszy usłyszałeś zespół i co sprawiło, że się w nim zakochałeś. Ścieżki dźwiękowe Mogwai ma we krwi”.
Zdaniem Iana Kinga z The Line of Best Fit utwory z albumu zapewniają „przestrzeń, napięcie i tekstury, jak przystało na muzykę, która ma towarzyszyć filmowej akcji, ale jako samodzielny album KIN brzmi dobrze od początku do końca”. I ten recenzent wyróżnia We're Not Done (End Title) nazywając go utworem „szturmowym, podobnym w duchu do Teenage Exorcists, ale jeszcze bardziej chwytliwym i podnoszącym na duchu”. „KIN to niezwykła ścieżka dźwiękowa, która nie wymaga żadnego innego kontekstu niż jej własny, by przyciągnąć więcej niż [tylko] bierną uwagę” – podsumowuje.
„KIN to pierwsza okazja dla Mogwai, by użyczyć swoich talentów dla dużej hollywoodzkiej produkcji, a biorąc pod uwagę ich obecną formę, nadszedł idealny moment” – ocenia Adam Turner-Heffer z The Skinny.
„Ogólnie rzecz biorąc, „KIN” stanowi logiczny dalszy rozwój swojego poprzednika” - twierdzi Toni Hennig z magazynu laut.de.
„Podobnie jak w przypadku Les Revenants z 2013 roku, Kin jest płytą, która w centrum swojego brzmienia stawia ukochany przez zespół fortepian z pogłosem w tonacji minorowej” – twierdzi Andrzej Lukowski z Drowned in Sound dodając: „Po zastanowieniu, Donuts jest prawdopodobnie jedynym absolutnie kluczowym utworem na tym albumie. Większość reszty Kin to ćwiczenie w ułożonych warstwowo, fortepianowych klimatach, w których zespół pozostaje nadzwyczaj dobry.

### Listy tygodniowe
| Kraj            | Lista                 | Pozycja |
| --------------- | --------------------- | ------- |
| Belgia          | Ultratop (Flandria)   | 88      |
| Belgia          | Ultratop (Walonia)    | 152     |
| Szkocja         | Scottish Albums Chart | 7       |
| Wielka Brytania | UK Albums Chart       | 44      |
| Wielka Brytania | UK Independent Albums | 9       |